# Tauleta Nebó-Sarsequim
La Tauleta Nebó-Sarsequim és una inscripció d'argila cuneïforme que fa referència a un funcionari de la cort de Nabucodonosor II, rei de Babilònia. També pot fer referència a un funcionari anomenat a la Bíblia al Llibre de Jeremies.
Actualment es troba en la col·lecció del Museu Britànic datat al voltant de l'any 595 aC, Aquest document pertanya a un arxiu d'un gran temple del culte al sol a Sippar.

## Descripció
La tauleta d'argila és una inscripció cuneïforme (2,13 polzades, 5,5 cm) amb la següent traducció:
| « | [Pel que fa a] 1,5 mines (0,75 kg) d'or, propietat de 'Nabu-sharrussu-ukin,' el cap eunuc, que va enviar a través d'Arad-Banitu el eunuc [al temple] Esangila: Arad-Banitu ha lliurat [it] a Esangila. En presència de Bel-usat, fill de Alpaya, el guardaespatlles real, [i de] Nadine, fill de Marduk-Zer-İbni. Mes XI, dia 18, any 10 [de] Nabucodonosor, rei de Babilònia. | » |

## Descobriment
Els arqueòlegs la van desenterrar a l'antiga ciutat de Sippar (al voltant d'una milla de la ciutat moderna de Bagdad) en la dècada de 1870. El museu la va adquirir el 1920, però havia estat en l'emmagatzematge i no es va publicar fins que Michael Jursa (professor associat de la Universitat de Viena) la va fer pública el 2007.

## Comparació amb laBíblia
Segons el Llibre de Jeremies (39: 3 al Text masorètic; 46:3 a Septuaginta), una persona amb el nom Nebo-Sarsequim (Sarsequim) va visitar Jerusalem durant la conquesta de Babilònia. El vers comença afirmant que tots els oficials babilonis amb autoritat van entrar en el centre de la porta i després va nomenar diversos d'ells, i conclou afirmant que tots els altres membres de la Mesa van ser allà també.
| «               | ... I tots els oficials del rei de Babilònia van entrar-hi i es van instal·lar a la porta del Mig. Eren Nergal-Sarèsser, Sangar-Nebó, Sarsequim cap dels eunucs, i Nergal-Sarésser cap dels mags, i tots els altres prínceps del rei de Babilònia. | » |
| — Jeremies 39:3 | |   |

Durant molts anys, els traductors de la Bíblia dividien a les persones nomenades de diferents formes. Aquest document cuneïforme pot canviar el text per a futures revisions més coherents.